# Studio VollaersZwart
Studio VollaersZwart is een kunstcollectief gevestigd in Rotterdam. Het samenwerkingsverband, opgericht door kunstenaars/vormgevers Madje Vollaers en Pascal Zwart, geniet vooral bekendheid vanwege de realisatie van grootschalige cultuurprojecten in de openbare ruimte. 
Na studies aan respectievelijk de kunstacademies in Amsterdam en Rotterdam richtte Zwart en Vollaers in 1991 Studio VollaersZwart op. 
Sinds de oprichting ontwikkelde het collectief een toegepaste kunst-specialisatie waarvoor zij de term city dressing bedachten. Het tweetal decoreert regelmatig (meestal op uitnodiging / in opdracht) gebouwen, straatmeubilair, bruggen, straten en andere elementen in de publieke ruimte. Deze kunstprojecten worden doorgaans gerealiseerd binnen de context van specifieke evenementen en/of feestelijkheden. In 2002 verzorgde Studio VollaersZwart bijvoorbeeld in Amsterdam de stadsaankleding tijdens de huwelijksdag van koning Willem-Alexander en Máxima. 

## Projecten (selectie)
- Big Bijoux (2022-2023): Ter gelegenheid van de heropening van Paleis Het Loo werden 210 bomen voorzien van grote gouden ornamenten.
- Den Haag stad van Escher (2023): Op verzoek van Kunstmuseum Den Haag werd de 125-jarige verjaardag van kunstenaar Escher gevierd door verschillende 'optische illusies' aan te brengen op gebouwen in Den Haag.
- Koningsdag 2023 (2023): Tijdens het bezoek van de koninklijke familie werd de stad Rotterdam versierd met duizenden puntvlaggen. Het ontwerp werd gebaseerd op de oranje puntvlaggen die vaak tijdens nationale feesten worden gebruikt, en tevens op de vlag-kleuren van de stad Rotterdam: groen-wit-groen. Ook de Zalmhaven en het World Port Center kregen een (uit deze vlaggen opgebouwde) kroon.[2]
- Rotterdam Eurovisie Songfestival (2021): Onder de titel Sing Along City werd een verbindende route gecreëerd vanaf Station Rotterdam Centraal naar de songfestival-locatie in Ahoy.[3] Het ontwerp was gebaseerd op fragmenten uit bestaande songfestivalliedjes en op uiteenlopende internationale vlaggen. De grafische ontwerpen werden gemaakt door Pepijn Zwart.
- Tunnel of Love (2019 / 2015 / 2011): In zowel Rotterdam, Istanbul als Eindhoven realiseerde Studio VollaersZwart versies van hun architecturale kunstinstallatie Tunnel of Love. In fiets- en voetgangerstunnels werden daarbij steeds duizenden fluorescerende hartvormige stickers aangebracht; op zowel de grond, de wanden als de plafonds. Blacklight-lampen zijn ter vervanging van de bestaande tunnelverlichting aangebracht, waardoor de fluorescerende harten oplichtten en op hun achtergrond leken te zweven.[4][5] De versie in Rotterdam bestond uit 35.000 harten en werd vervaardigd in het kader van Valentijnsdag. Ruim 100.000 belangstellenden brachten een bezoek aan de tijdelijke kunstinstallatie.[6][7]
- Inhuldiging Koning Willem-Alexander der Nederlanden (2013): Ter gelegenheid van de troonswisseling (30 april 2013) werd de Amsterdamse binnenstad versierd met grote banieren en vlaggen. Rondom het IJ werden Eye Filmmuseum, de A'DAM Toren en het Station Amsterdam Centraal voorzien van thematische aankleding. Voor de gelegenheid werd samengewerkt met ontwerpduo Koeweiden-Postma.
- Huwelijk Willem-Alexander der Nederlanden en Máxima Zorreguieta (2002): Op 2 februari 2002 werden honderden Amsterdamse gebouwen, reclameborden en straatmeubilair voorzien van zes-kleurige banieren; geïnspireerd op de vormgeving van zowel de Nederlandse als de Argentijnse vlag.